# Comissão Búlgara para os Topônimos Antárticos

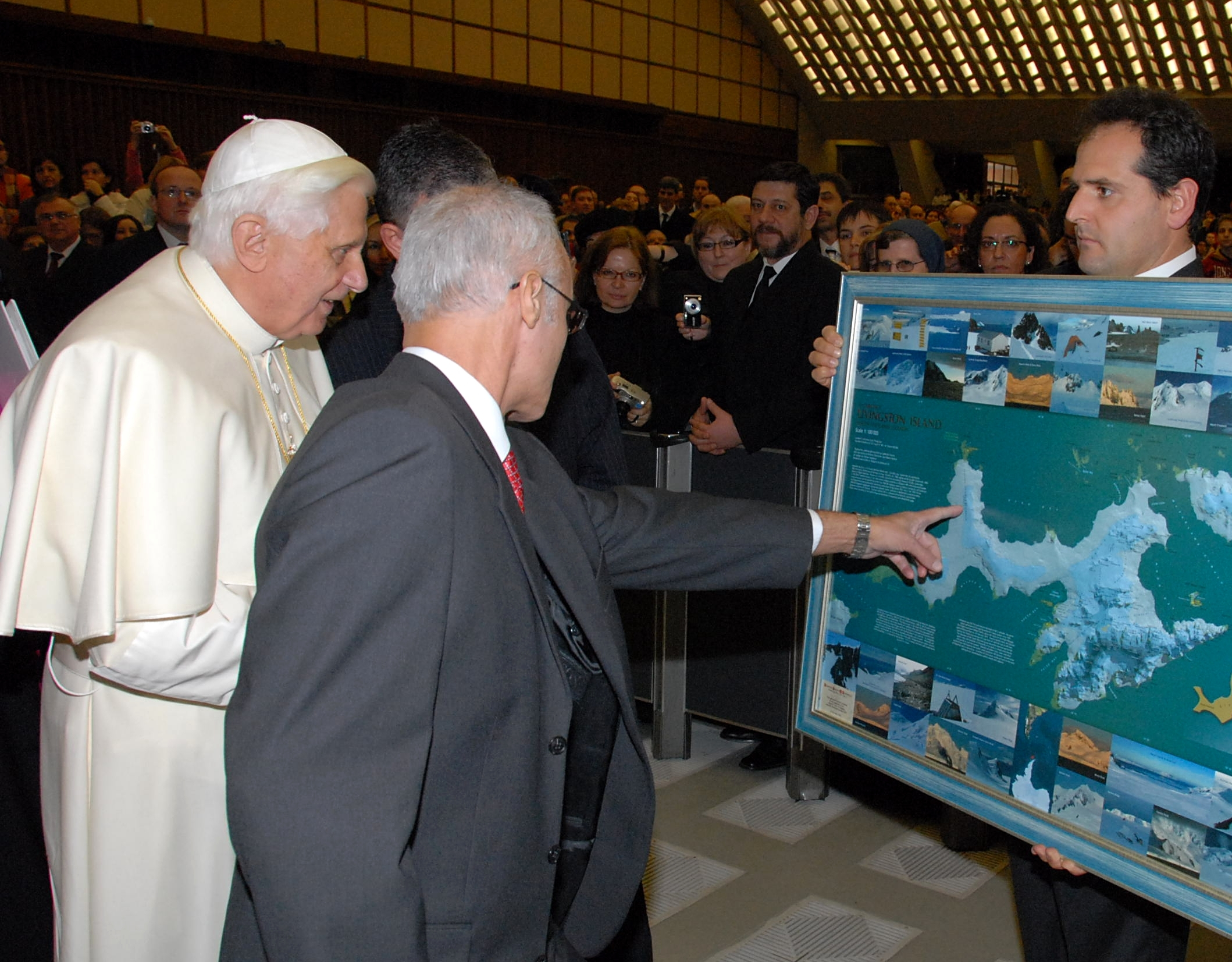
H.H. Benedict XVI presented with the 2005 Bulgarian map of Livingston Island.

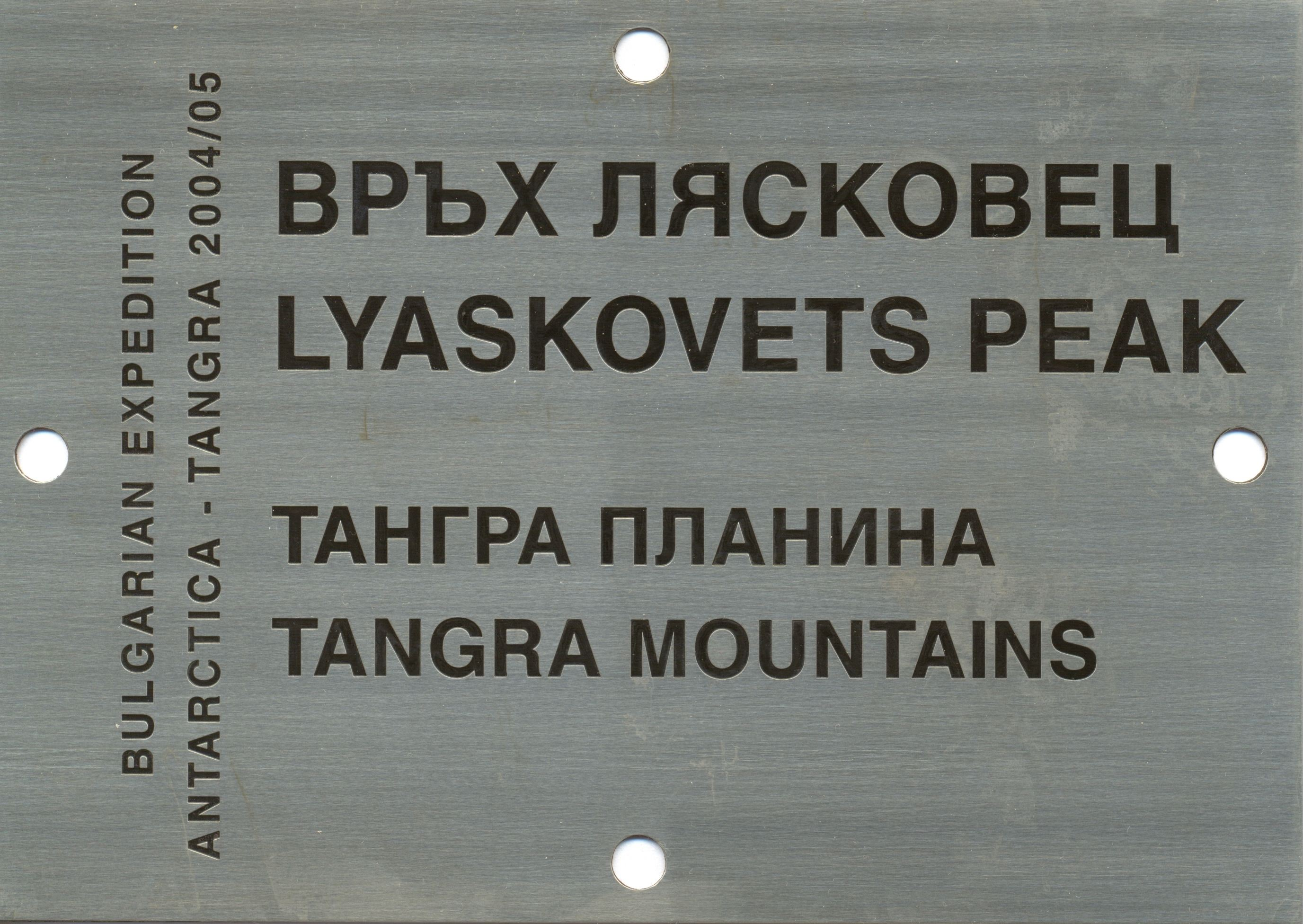
Marcador topográfico aprovado pela Comissão.

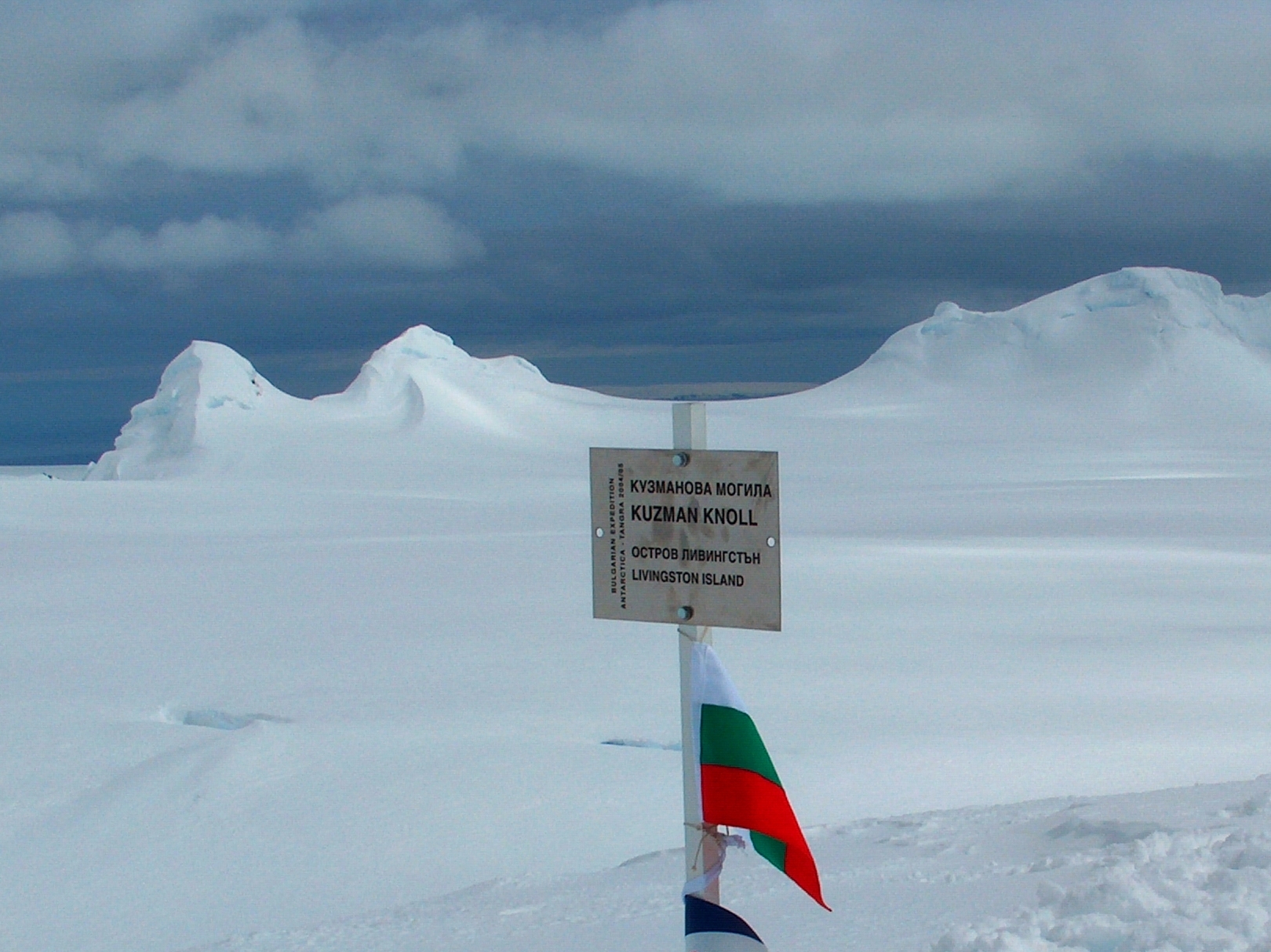
Trabalho no terreno para a Comissão.

A Comissão Búlgara para os Topônimos Antárticos foi estabelecida pelo Instituto Antártico Búlgaro em 1994, e desde 2001 é uma instituição associada com o Ministério dos Negócios Estrangeiros da Bulgária.  A Comissão aprova nomes búlgaros para os lugares geográficos na Antártica, quais são dados formalmente pelo Presidente da República de acordo com a Constituição Búlgara e com prática internacional estabelecida.

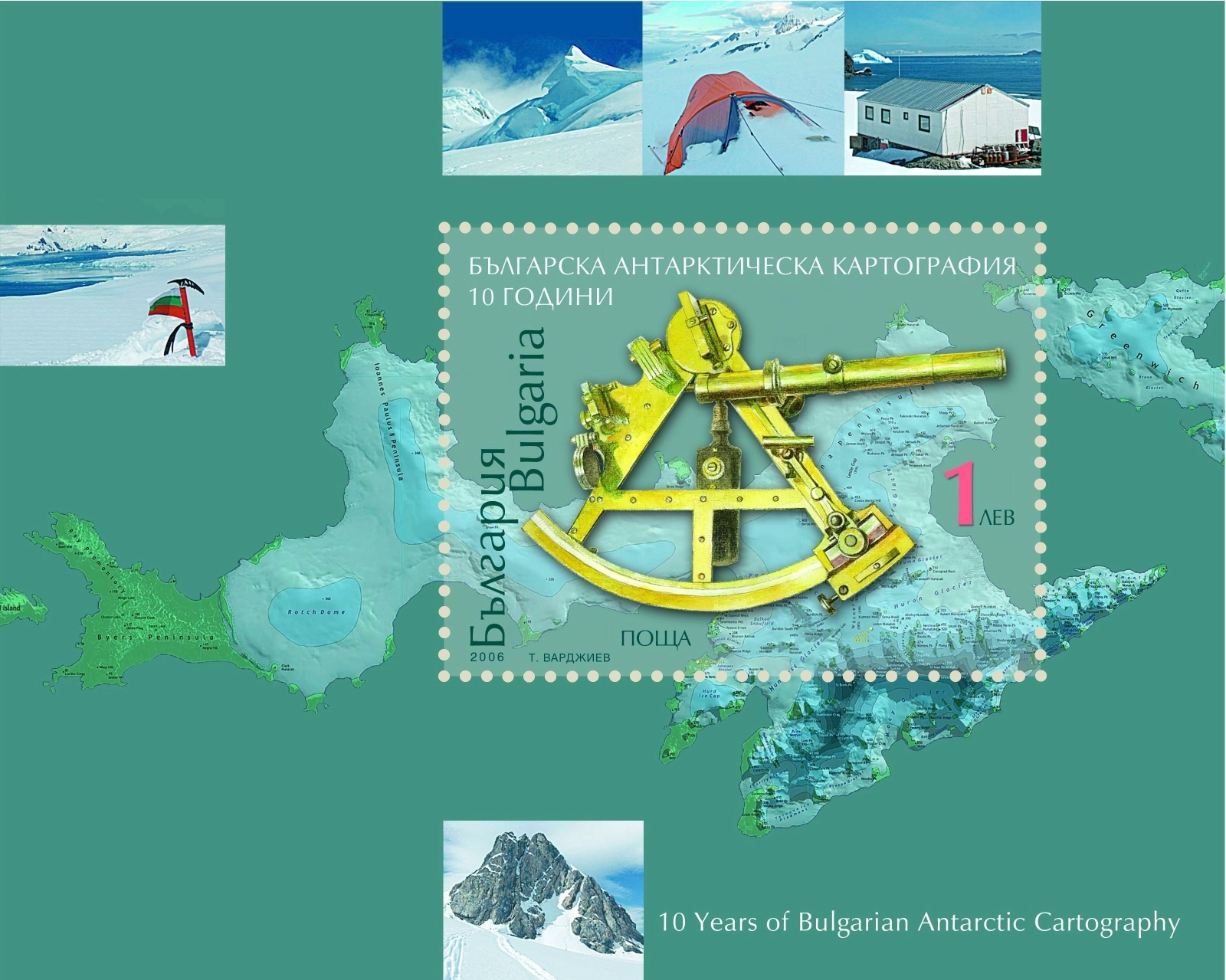
O selo que comemora o décimo aniversário da cartografia antártica búlgara ao serviço da Comissão.

Os nomes geográficos reflectem a história e a prática de exploração da Antártica.  As nações implicadas na investigação antártica dão novos nomes à objectos geográficos anónimos para as finalidades da orientação, logística, e de cooperação científica internacional.  Há aproximadamente 19000 topônimos antárticos diferentes, incluindo mais de mil dadas pela Bulgária.  Porque a base antártica búlgara é situada nas Ilhas Shetland do Sul, a maioria dos nomes geográficos búlgaros são concentrados nesta região.
Em 1995 a Comissão desenvolveu as suas próprias Directivas Toponímicas, que introduziram também o Sistema direto para a transliteração da língua búlgara qual foi adotado subseqüentemente para o uso oficial em Bulgária, e codificado finalmente pela Lei búlgara da transliteração de 2009.
O trabalho da Comissão usa a informação geográfica e a cartografia que resultam das medições topográficos na Antártica, como o levantamento topográfico de 1995/96 na Ilha Livingston e a expedição topográfico Tangra 2004/05.  A Comissão publicou o primeiro mapa topográfico búlgaro da IIlha Livingston e Ilha Greenwich em 2005.
A Comissão Búlgara para os Topônimos Antárticos coopera com outras autoridades nacionais para topônimos da Antártica e com o Comité Científico para Investigación Antártica (SCAR).  A informação detalhada para os topônimos antárticos búlgaros é publicada regularmente no sítio web da Comissão, e também ao Índice dos nomes geográficos da Antártica mantida pelo SCAR.

## Mapas publicados pela Comissão
- (em búlgaro) L.L. Ivanov, Base São Clemente de Ohrid, Ilha Livingston, mapa topográfico à escala 1:1000, Projecto da Comissão Búlgara para os Topônimos Antárticos, apoiado pelo Clube Atlântico da Bulgária e o Instituto Antártico Búlgaro, Sófia, 1996 (O primeiro mapa topográfico antárctico búlgaro)
- (em inglês) L.L. Ivanov et al, Antártica: Ilha Livingston e Ilha Greenwich, Ilhas Shetland do Sul (De Estreito Inglês a Estreito Morton, com ilustrações e distribuição da geleira)  Mapa topográfico de escala 1:100000, Comissão Búlgara para os Topônimos Antárticos, Sofia, 2005
- (em búlgaro) L.L. Ivanov. Antarctica: Livingston Island and Greenwich, Robert, Snow and Smith Islands. Scale 1:120000 topographic map. Troyan: Manfred Wörner Foundation, 2009.  (in Bulgarian) ISBN 978-954-92032-4-0
- (em inglês) L.L. Ivanov. Antarctica: Livingston Island and Greenwich, Robert, Snow and Smith Islands. Scale 1:120000 topographic map.  Troyan: Manfred Wörner Foundation, 2009.  ISBN 978-954-92032-6-4

## Relações externas
1. ↑  (em búlgaro) Gazeta do estado no. 19, 13 março 2009.

- «Comissão Búlgara para os Topônimos Antárticos» (em inglês). (História; Directivas toponímicas; Investigações topográficas; Mapas antárticas; Índice dos nomes geográficos búlgaros de Antártica)
- «SCAR Índice de SCAR dos Nomes Geográficos de Antárctica» (em inglês)
- Antarctic Digital Database (ADD). Scale 1:250000 topographic map of Antarctica with place-name search. Scientific Committee on Antarctic Research (SCAR). Since 1993, regularly upgraded and updated.